# Термофор
Термофор ( грч. thermós, phéro, топлоту носим, доносим) што у слободном преводу значи „топлоноша“, је апарат или уређај за дуготрајно загревања неког дела тела. То је једна врста грејалице, кеса од гуме, са непропусним чепом, која се пуни топлом водом (у новије време метал, предмет, који се загрева електричном струјом) и прислања на болне делове тела. У „народној медицини“ се уместо термофора обично користила цигла (камен) загрејана на шпорету.
Термофор у пракси служи за стављање топлих а може хладних облога, у зависности од потребе, на поједине делове тела.

## Патент
Термофор је 1903. године патентирао Едуард Славољуб Пенкала у Будимпешти и Бечу. Он је био проналазач пољско-холандског порекла рођен у ондашњој Мађарској (данашња Словачка) који је велики део живота провео у Загребу.